# MTV Asia Awards
Die MTV Asia Music Awards wurden von 2002 bis 2008 von MTV Asia vergeben. Es handelte sich um das asiatische Äquivalent zu den MTV Europe Music Awards. Sie wurden nicht nur für Musik vergeben, sondern auch in den Kategorien Film, Mode und Humanitarismus.
Insgesamt wurden 20 Awards vergeben, die in asiatische und internationale Kategorien unterteilt waren. Die Nominierungen erfolgten über eine Jury bestehend aus wichtigen Mitgliedern der asiatischen Musik-, Film und Modeindustrie. Die Gewinner wurden per Zuschauervotum ermittelt.
Die Trophäe war golden und hatte eine Form ähnlich der Toblerone. Das Doppel-Primsa zeigt die Buchstaben M und zweimal A, das Akronym für MTV Asia Awards. 

## Verleihungen
| Jahr | Datum                     | Thema                     | Stadt                       | Ort                       | Moderation                  |
| ---- | ------------------------- | ------------------------- | --------------------------- | ------------------------- | --------------------------- |
| 2002 | 2. Februar 2002           | Aliens                    | Singapur                    | Singapore Indoor Stadium  | Mandy Moore, Ronan Keating  |
| 2003 | 24. Januar 2003           | MTV Cube                  | Singapur                    | Singapore Indoor Stadium  | Shaggy, Coco Lee            |
| 2004 | 14. Februar 2004          | Valentine's Day           | Singapur                    | Singapore Indoor Stadium  | Vanness Wu, Michelle Branch |
| 2005 | 3. Februar 2005           | MTV Asia Aid              | Pak Kret, Thailand          | Impact Mueang Thong Thani | Alicia Keys                 |
| 2006 | 6. Mai 2006               | Codehunters               | Bangkok, Thailand           | Royal Paragon Hall        | Wang Leehom, Kelly Rowland  |
| 2007 | Ausfall der Veranstaltung | Ausfall der Veranstaltung | Ausfall der Veranstaltung   | Ausfall der Veranstaltung | Ausfall der Veranstaltung   |
| 2008 | 2. August 2008            | M Is back!                | Genting Highlands, Malaysia | Arena of Stars            | Jared Leto, Karen Mok       |

## Kategorien

### Regionale Kategorien
- Favorite Artist Mainland China
- Favorite Artist Hong Kong
- Favorite Artist India
- Favorite Artist Indonesia
- Favorite Artist Korea
- Favorite Artist Malaysia
- Favorite Artist Philippines
- Favorite Artist Singapore
- Favorite Artist Taiwan
- Favorite Artist Thailand

### Internationale Kategorien
- Favorite Breakthrough Artist
- Favorite Female Artist
- Favorite Male Artist
- Favorite Pop Act
- Favorite Rock Act
- Favorite Video

### Spezialkategorien
| Jahr | Award                                    | Gewinner                                    |
| ---- | ---------------------------------------- | ------------------------------------------- |
| 2008 | The Inspiration Award                    | Karen Mok                                   |
| 2008 | edc Style Award                          | Panic! at the Disco                         |
| 2008 | The Knockout Award                       | The Click Five                              |
| 2006 | The Style Award                          | Jolin Tsai                                  |
| 2006 | Outstanding Achievement in Popular Music | Destiny’s Child                             |
| 2006 | The Inspiration Award                    | Thongchai McIntyre                          |
| 2006 | Breakthrough Collaboration Japan         | Teriyaki Boyz                               |
| 2005 | Asian Film Award                         | Kung Fu Hustle                              |
| 2005 | Voice Of Asia                            | Siti Nurhaliza                              |
| 2005 | Inspiration Award                        | Opfer des Erdbebens im Indischen Ozean 2004 |
| 2004 | Asian Film Award                         | Michelle Yeoh                               |
| 2004 | Lifetime Achievement Award               | Mariah Carey                                |
| 2004 | The Inspiration Award                    | Anita Mui                                   |
| 2004 | Favorite Breakthrough Artist             | T.A.T.u.                                    |
| 2004 | Most Influential Artist Award            | BoA                                         |
| 2003 | Asian Film Award                         | Devdas                                      |
| 2003 | The Style Award                          | Avril Lavigne                               |
| 2003 | The Inspiration Award                    | F4                                          |
| 2002 | Favorite Film                            | Crouching Tiger, Hidden Dragon              |
| 2002 | Favorite Fashion Designer                | Donatella Versace                           |
| 2002 | The Inspiration Award                    | Jackie Chan                                 |
| 2002 | Favorite Indian Film Song                | Jaane Kyon aus Dil Chahta Hai               |
| 2002 | Most Influential Artist Award            | Ayumi Hamasaki                              |